# La Piedad, Chiapas
La Piedad är en ort i Mexiko.   Den ligger i kommunen Chicomuselo och delstaten Chiapas, i den sydöstra delen av landet, 800 km sydost om huvudstaden Mexico City. La Piedad ligger 1 408 meter över havet och antalet invånare är 282.
Terrängen runt La Piedad är kuperad åt nordväst, men åt sydost är den bergig. La Piedad ligger uppe på en höjd. Runt La Piedad är det ganska glesbefolkat, med 28 invånare per kvadratkilometer. Närmaste större samhälle är Angel Albino Corzo, 16,3 km väster om La Piedad. I omgivningarna runt La Piedad växer i huvudsak städsegrön lövskog.